# Harmony (Minnesota)
Harmony es una ciudad ubicada en el condado de Fillmore en el estado estadounidense de Minnesota. En el Censo de 2010 tenía una población de 1020 habitantes y una densidad poblacional de 348,83 personas por km².

## Geografía
Harmony se encuentra ubicada en las coordenadas 43°33′14″N 92°0′27″O / 43.55389, -92.00750. Según la Oficina del Censo de los Estados Unidos, Harmony tiene una superficie total de 2.92 km², de la cual 2.92 km² corresponden a tierra firme y (0%) 0 km² es agua.

## Demografía
Según el censo de 2010, había 1020 personas residiendo en Harmony. La densidad de población era de 348,83 hab./km². De los 1020 habitantes, Harmony estaba compuesto por el 98.14% blancos, el 0.29% eran afroamericanos, el 0.2% eran amerindios, el 0.2% eran asiáticos, el 0% eran isleños del Pacífico, el 0% eran de otras razas y el 1.18% pertenecían a dos o más razas. Del total de la población el 0.98% eran hispanos o latinos de cualquier raza.